# Athysanus
Athysanus é um género botânico pertencente à família Brassicaceae.